# Ditomyiidae
Ditomyiidae zijn een familie uit de orde van de tweevleugeligen (Diptera), onderorde muggen (Nematocera). Wereldwijd omvat deze familie zo'n 8 genera en 98 soorten.